# CIMB
CIMB (CIMB Group)（略Commerce International Merchant Bankers 商業国際貿易商銀行）は、マレーシア第2の金融グループ。メイバンクに続く規模。マレーシア証券取引所 (Bursa Malaysia) に上場している。ブミプトラ商業銀行 (Bumiputra Commerce Bank)と南銀行 (Southern Bank)の合併により誕生したマレーシア初のユニバーサルバンク。12カ国に展開している。